# Централноевропски међународни куп 1936/38.
Централноевропски међународни куп 1936/38. (енгл. 1936–38 Central European International Cup) је било четврто издање Међународног фудбалског Централноевропског купа и одржано је између 22. марта 1936 – 3. април 1938. године. Турнир се играо у кругу свако са сваким, кући и у гостима, између пет тимова укључених у турнир. Ово издање турнира је прекинуто због припајања Аустрије нацистичкој Немачкој, 12. марта 1938. године. Међутим задња утакмица овог издања је била између репрезентација Швајцарске и Чехословачке 3. априла 1938.

## Коначан пласман и резултати
| Pos | Тим          | О | П | Н | И | ГД | ГП | ГР | Бод. |  | МАЂ | ИТА   | ЧСЛ  | АУТ  | ШВА |
| --- | ------------ | - | - | - | - | -- | -- | -- | ---- |  | --- | ----- | ---- | ---- | --- |
| 1   | Мађарска     | 7 | 5 | 0 | 2 | 24 | 15 | +9 | 10   |  | —   | н.и.  | 8–3  | 5–3  | 2–0 |
| 2   | Италија      | 4 | 3 | 1 | 0 | 9  | 4  | +5 | 7    |  | 2–0 | —     | н.и. | н.и. | 4–2 |
| 3   | Чехословачка | 7 | 3 | 1 | 3 | 16 | 20 | −4 | 7    |  | 5–2 | 0–1   | —    | 2–1  | 5–3 |
| 4   | Аустрија     | 6 | 2 | 1 | 3 | 13 | 14 | −1 | 5    |  | 1–2 | прек. | 1–1  | —    | 4–3 |
| 5   | Швајцарска   | 8 | 1 | 1 | 6 | 16 | 25 | −9 | 3    |  | 1–5 | 2–2   | 4–0  | 1–3  | —   |

## Утакмице
| Аустрија         | 1–1      | Чехословачка |
| ---------------- | -------- | ------------ |
| Бикан 73’ (пен.) | Извештај | Зајичек 59’  |

| Мађарска                                   | 5–3      | Аустрија                      |
| ------------------------------------------ | -------- | ----------------------------- |
| Толди 15’, 29’, 63’ · Чех 40’ · Титкош 72’ | Извештај | Биндер 2’ · Синделар 27’, 64’ |

| Чехословачка                          | 5–2      | Мађарска              |
| ------------------------------------- | -------- | --------------------- |
| Клоз 27’, 30’, 79’, 82’ · Копецки 87’ | Извештај | Титкош 7’ · Толди 33’ |

| Италија                                   | 4–2      | Швајцарска              |
| ----------------------------------------- | -------- | ----------------------- |
| Меаца 26’ · Пиола 37’, 53’ · Пасинати 60’ | Извештај | Бикел 31’ · Диеболд 76’ |

| Швајцарска      | 1–3      | Аустрија                      |
| --------------- | -------- | ----------------------------- |
| Сеста 90’ (аг.) | Извештај | Биндер 26’, 80’ · Ханеман 71’ |

| Чехословачка                                         | 5–3      | Швајцарска                         |
| ---------------------------------------------------- | -------- | ---------------------------------- |
| Копецки 15’, 43’ · Свобода 44’ · Хорак 50’ · Пуч 76’ | Извештај | Вагнер 18’ (пен.) · Бикел 55’, 84’ |

| Аустрија                             | 2–0 утакмица прекинута после73' | Италија |
| ------------------------------------ | ------------------------------- | ------- |
| Јерусалем 40’, 47’ · Штро 63’ (пен.) | Извештај                        |         |

| Швајцарска | 1–5      | Мађарска                                        |
| ---------- | -------- | ----------------------------------------------- |
| Еби 58’    | Извештај | Шароши 26’ · Женгелер 41’, 61’, 71’ · Дудаш 77’ |

| Италија                 | 2–0      | Мађарска |
| ----------------------- | -------- | -------- |
| Колаузи 33’ · Фроси 81’ | Извештај |          |

| Чехословачка | 0–1      | Италија   |
| ------------ | -------- | --------- |
|              | Извештај | Пиола 24’ |

| Мађарска                                                | 8–3      | Чехословачка                     |
| ------------------------------------------------------- | -------- | -------------------------------- |
| Женгелер 15’ · Шароши 34’, 51’, 60’, 62’, 77’, 80’, 85’ | Извештај | Жиа 21’ · Рулц 26’ · Неједли 65’ |

| Аустрија                                     | 4–3      | Швајцарска                      |
| -------------------------------------------- | -------- | ------------------------------- |
| Синделар 2’ · Јерусалем 8’, 28’ · Гајтер 39’ | Извештај | Валашек 36’ · Еби 41’ · Еби 77’ |

| Аустрија | 1–2      | Мађарска             |
| -------- | -------- | -------------------- |
| Штро 76’ | Извештај | Шароши 21’ · Чех 78’ |

| Чехословачка       | 2–1      | Аустрија   |
| ------------------ | -------- | ---------- |
| Жиа 75’ · Клоз 76’ | Извештај | Нојмер 18’ |

| Швајцарска                      | 2–2      | Италија       |
| ------------------------------- | -------- | ------------- |
| Валашек 17’ (пен.) · Вагнер 23’ | Извештај | Пиола 5’, 85’ |

| Мађарска              | 2–0      | Швајцарска |
| --------------------- | -------- | ---------- |
| Шароши 3’ · Толди 74’ | Извештај |            |

| Швајцарска                                   | 4–0      | Чехословачка |
| -------------------------------------------- | -------- | ------------ |
| Монард 28’ · Граси 30’ · Еби 39’ · Амадо 80’ | Извештај |              |

### Утакмице које нису одигране
- Мађарска – Италија
- Италија – Чехословачка
- Италија – Аустрија

## Победник
Нема победника овог, четвртог, издања Међународног купа Централне Европе 1936–38. Три утакмице никада нису одигране, пошто је Аустрија била анексирана од стране Немачке.

## Статистика

### Стрелци голова
Укупно је постигнуто  78 голова у 17 утакмица, с просеком од 4.59 гола по утакмици.
10 голова
- Ђ. Шароши

5 голова
- Ф. Клоз
- С. Пиола
- Г. Толди

4 гола
- Ђ. Женгелер

3 гола
- М. Синделар
- Ф. Биндер
- Ж. Еби
- А. Бикел
- В. Копецки

2 гола
- К. Јерусалем
- Л. Чех
- П. Титкош
- Е. Валашек
- Ф. Вагнер
- Јан Жиа

1 гол
- Ј. Бикан
- Ј. Штро
- Л. Нојмер
- Р. Гајтер
- В. Хенман
- Ј. Дудаш
- А. Фроси
- Г. Колауси
- Ђ. Меаца
- П. Пасинати
- Е. Диеболд
- П. Еби
- Л. Амадо
- Н. Монард
- Т. Граси
- Ф. Свобода
- О. Зајичек
- А. Пуч
- В. Хорак
- О. Рулц
- О. Неједли

1 аутогол
- К. Сеста (против Швајцарске)